# Đội tuyển bóng đá quốc gia Honduras
Đội tuyển bóng đá quốc gia Honduras (tiếng Tây Ban Nha: Selección de fútbol de Honduras), còn có biệt danh là "Los Catrachos", là đội tuyển của Liên đoàn bóng đá Honduras và đại diện cho Honduras trên bình diện quốc tế.
Trận thi đấu quốc tế đầu tiên của đội tuyển Honduras là trận gặp đội tuyển Guatemala vào năm 1921. Thành tích tốt nhất của đội cho đến nay là chức vô địch CONCACAF 1981 và vị trí thứ ba của Copa América 2001 với tư cách là khách mời. Đội đã 3 lần tham dự World Cup vào các năm 1982, 2010, 2014, tuy nhiên đều không vượt qua được vòng bảng.

## Danh hiệu
- Vô địch CONCACAF: 1

Vô địch: 1981
Á quân: 1985; 1991
Hạng ba: 1967
- Vô địch Trung Mỹ: 4

Vô địch: 1993; 1995; 2011; 2017
Á quân: 1991; 2005; 2013
Hạng ba: 1999; 2009
- Vô địch Nam Mỹ: 0

Hạng ba: 2001

## Thành tích quốc tế

### Giải vô địch bóng đá thế giới
| Năm         | Kết quả                  | St                       | T                        | H                        | B                        | Bt                       | Bb                       |
| ----------- | ------------------------ | ------------------------ | ------------------------ | ------------------------ | ------------------------ | ------------------------ | ------------------------ |
| 1930 ↓ 1958 | Không tham dự            | Không tham dự            | Không tham dự            | Không tham dự            | Không tham dự            | Không tham dự            | Không tham dự            |
| 1962 ↓ 1974 | Không vượt qua vòng loại | Không vượt qua vòng loại | Không vượt qua vòng loại | Không vượt qua vòng loại | Không vượt qua vòng loại | Không vượt qua vòng loại | Không vượt qua vòng loại |
| 1978        | Bỏ cuộc                  | Bỏ cuộc                  | Bỏ cuộc                  | Bỏ cuộc                  | Bỏ cuộc                  | Bỏ cuộc                  | Bỏ cuộc                  |
| 1982        | Vòng 1                   | 3                        | 0                        | 2                        | 1                        | 2                        | 3                        |
| 1986 ↓ 2006 | Không vượt qua vòng loại | Không vượt qua vòng loại | Không vượt qua vòng loại | Không vượt qua vòng loại | Không vượt qua vòng loại | Không vượt qua vòng loại | Không vượt qua vòng loại |
| 2010        | Vòng 1                   | 3                        | 0                        | 1                        | 2                        | 0                        | 3                        |
| 2014        | Vòng 1                   | 3                        | 0                        | 0                        | 3                        | 1                        | 8                        |
| 2018 ↓ 2022 | Không vượt qua vòng loại | Không vượt qua vòng loại | Không vượt qua vòng loại | Không vượt qua vòng loại | Không vượt qua vòng loại | Không vượt qua vòng loại | Không vượt qua vòng loại |
| 2026 ↓ 2034 | Chưa xác định            | Chưa xác định            | Chưa xác định            | Chưa xác định            | Chưa xác định            | Chưa xác định            | Chưa xác định            |
| Tổng cộng   | 3/14                     | 9                        | 0                        | 3                        | 6                        | 3                        | 14                       |

### Cúp Vàng CONCACAF
| Cúp Vàng CONCACAF | Cúp Vàng CONCACAF        | Cúp Vàng CONCACAF        | Cúp Vàng CONCACAF        | Cúp Vàng CONCACAF        | Cúp Vàng CONCACAF        | Cúp Vàng CONCACAF        | Cúp Vàng CONCACAF        | Cúp Vàng CONCACAF        |
| Năm               | Vòng                     | Hạng                     | Pld                      | W                        | D                        | L                        | GF                       | GA                       |
| ----------------- | ------------------------ | ------------------------ | ------------------------ | ------------------------ | ------------------------ | ------------------------ | ------------------------ | ------------------------ |
| 1963              | Hạng 4                   | 4th                      | 7                        | 3                        | 1                        | 3                        | 8                        | 12                       |
| 1965              | Không vượt qua vòng loại | Không vượt qua vòng loại | Không vượt qua vòng loại | Không vượt qua vòng loại | Không vượt qua vòng loại | Không vượt qua vòng loại | Không vượt qua vòng loại | Không vượt qua vòng loại |
| 1967              | Hạng 3                   | 3rd                      | 5                        | 2                        | 2                        | 1                        | 4                        | 2                        |
| 1969              | Không vượt qua vòng loại | Không vượt qua vòng loại | Không vượt qua vòng loại | Không vượt qua vòng loại | Không vượt qua vòng loại | Không vượt qua vòng loại | Không vượt qua vòng loại | Không vượt qua vòng loại |
| 1971              | Hạng 6                   | 6th                      | 5                        | 0                        | 1                        | 4                        | 5                        | 11                       |
| 1973              | Hạng 4                   | 4th                      | 5                        | 1                        | 3                        | 1                        | 6                        | 6                        |
| 1977              | Không vượt qua vòng loại | Không vượt qua vòng loại | Không vượt qua vòng loại | Không vượt qua vòng loại | Không vượt qua vòng loại | Không vượt qua vòng loại | Không vượt qua vòng loại | Không vượt qua vòng loại |
| 1981              | Vô địch                  | 1st                      | 5                        | 3                        | 2                        | 0                        | 8                        | 1                        |
| 1985              | Á quân                   | 2nd                      | 8                        | 3                        | 3                        | 2                        | 11                       | 9                        |
| 1989              | Không vượt qua vòng loại | Không vượt qua vòng loại | Không vượt qua vòng loại | Không vượt qua vòng loại | Không vượt qua vòng loại | Không vượt qua vòng loại | Không vượt qua vòng loại | Không vượt qua vòng loại |
| 1991              | Á quân                   | 2nd                      | 5                        | 3                        | 2                        | 0                        | 12                       | 3                        |
| 1993              | Vòng bảng                | 5th                      | 3                        | 1                        | 0                        | 2                        | 6                        | 5                        |
| 1996              | Vòng bảng                | 8th                      | 2                        | 0                        | 0                        | 2                        | 1                        | 8                        |
| 1998              | Vòng bảng                | 9th                      | 2                        | 0                        | 0                        | 2                        | 1                        | 5                        |
| 2000              | Tứ kết                   | 6th                      | 3                        | 2                        | 0                        | 1                        | 7                        | 5                        |
| 2002              | Không vượt qua vòng loại | Không vượt qua vòng loại | Không vượt qua vòng loại | Không vượt qua vòng loại | Không vượt qua vòng loại | Không vượt qua vòng loại | Không vượt qua vòng loại | Không vượt qua vòng loại |
| 2003              | Vòng bảng                | 10th                     | 2                        | 0                        | 1                        | 1                        | 1                        | 2                        |
| 2005              | Bán kết                  | 3rd                      | 5                        | 3                        | 1                        | 1                        | 8                        | 6                        |
| 2007              | Tứ kết                   | 5th                      | 4                        | 2                        | 0                        | 2                        | 10                       | 6                        |
| 2009              | Bán kết                  | 3rd                      | 5                        | 3                        | 0                        | 2                        | 6                        | 4                        |
| 2011              | Bán kết                  | 4th                      | 5                        | 1                        | 2                        | 2                        | 8                        | 5                        |
| 2013              | Bán kết                  | 4th                      | 5                        | 3                        | 0                        | 2                        | 5                        | 5                        |
| 2015              | Vòng bảng                | 11th                     | 3                        | 0                        | 1                        | 2                        | 2                        | 4                        |
| 2017              | Tứ kết                   | 7th                      | 4                        | 1                        | 1                        | 2                        | 3                        | 2                        |
| 2019              | Vòng bảng                | 10th                     | 3                        | 1                        | 0                        | 2                        | 6                        | 4                        |
| 2021              | Tứ kết                   | 8th                      | 4                        | 2                        | 0                        | 2                        | 7                        | 7                        |
| 2023              | Vòng bảng                | 9th                      | 3                        | 1                        | 1                        | 1                        | 3                        | 6                        |
| Tổng cộng         | 1 lần vô địch            | 22/27                    | 93                       | 35                       | 21                       | 37                       | 128                      | 118                      |

### Cúp bóng đá Nam Mỹ
| Năm       | Thành tích    | Thứ hạng | Pld | W | D | L | GF | GA |
| --------- | ------------- | -------- | --- | - | - | - | -- | -- |
| 2001      | Hạng ba       | 3rd      | 6   | 3 | 1 | 2 | 7  | 5  |
| Tổng cộng | 1 lần hạng ba | —        | 6   | 3 | 1 | 2 | 7  | 5  |

### Cúp bóng đá UNCAF
| Năm       | Thành tích    | Thứ hạng | Pld | W  | D  | L  | GF  | GA |
| --------- | ------------- | -------- | --- | -- | -- | -- | --- | -- |
| 1991      | Á quân        | 2nd      | 5   | 2  | 1  | 2  | 5   | 5  |
| 1993      | Vô địch       | 1st      | 3   | 3  | 0  | 0  | 7   | 0  |
| 1995      | Vô địch       | 1st      | 4   | 3  | 1  | 0  | 8   | 1  |
| 1997      | Hạng tư       | 4th      | 5   | 2  | 1  | 2  | 8   | 5  |
| 1999      | Hạng ba       | 3rd      | 5   | 4  | 0  | 1  | 11  | 5  |
| 2001      | Vòng bảng     | 5th      | 3   | 1  | 1  | 1  | 12  | 5  |
| 2003      | Hạng tư       | 4th      | 5   | 1  | 1  | 3  | 4   | 5  |
| 2005      | Á quân        | 2nd      | 5   | 3  | 2  | 0  | 12  | 3  |
| 2007      | Hạng năm      | 5th      | 3   | 1  | 1  | 1  | 11  | 5  |
| 2009      | Hạng ba       | 3rd      | 5   | 4  | 0  | 1  | 9   | 3  |
| 2011      | Vô địch       | 1st      | 4   | 3  | 1  | 0  | 8   | 3  |
| 2013      | Á quân        | 2nd      | 4   | 1  | 2  | 1  | 3   | 3  |
| 2014      | Hạng năm      | 5th      | 4   | 2  | 0  | 2  | 3   | 3  |
| 2017      | Vô địch       | 1st      | 5   | 4  | 1  | 0  | 7   | 3  |
| Tổng cộng | 4 lần vô địch | 14/14    | 60  | 34 | 12 | 14 | 108 | 49 |

### Thế vận hội
- 1896 đến 1924 - Không tham dự
- 1928 đến 1988 - Không vượt qua vòng loại

### Đại hội Thể thao Liên Mỹ
- (Nội dung thi đấu dành cho cấp đội tuyển quốc gia cho đến kỳ Đại hội năm 1999)

| Năm           | Thành tích    | Thứ hạng      | Pld           | W             | D             | L             | GF            | GA            |
| ------------- | ------------- | ------------- | ------------- | ------------- | ------------- | ------------- | ------------- | ------------- |
| 1951 đến 1987 | Không tham dự | Không tham dự | Không tham dự | Không tham dự | Không tham dự | Không tham dự | Không tham dự | Không tham dự |
| 1991          | Hạng tư       | 4th           | 5             | 1             | 1             | 3             | 6             | 11            |
| 1995          | Hạng tư       | 4th           | 6             | 1             | 2             | 3             | 8             | 10            |
| Tổng cộng     | 2 lần hạng tư | 2/12          | 11            | 2             | 3             | 6             | 14            | 21            |

## Cầu thủ

### Đội hình hiện tại
Đây là đội hình đã hoàn thành Cúp Vàng CONCACAF 2023.

Số liệu thống kê tính đến ngày 2 tháng 7 năm 2023 sau trận gặp Haiti.

| Số | VT | Cầu thủ                   | Ngày sinh (tuổi)  | Trận | Bàn | Câu lạc bộ       |
| -- | -- | ------------------------- | ----------------- | ---- | --- | ---------------- |
| 1  | TM | Edrick Menjívar           | 1 tháng 3, 1993   | 8    | 0   | Olimpia          |
| 18 | TM | Harold Fonseca            | 8 tháng 10, 1993  | 3    | 0   | Olancho FC       |
| 22 | TM | Luis López                | 13 tháng 9, 1993  | 58   | 0   | Real España      |
|    |    |                           |                   |      |     |                  |
| 2  | HV | Devron García             | 17 tháng 2, 1996  | 7    | 0   | Real España      |
| 3  | HV | Wesly Decas               | 11 tháng 8, 1999  | 6    | 0   | Motagua          |
| 4  | HV | Marcelo Santos            | 2 tháng 8, 1992   | 10   | 0   | Motagua          |
| 13 | HV | Maylor Núñez              | 5 tháng 7, 1996   | 8    | 0   | Olimpia          |
| 15 | HV | Luis Vega                 | 28 tháng 2, 2001  | 3    | 0   | Motagua          |
| 19 | HV | Omar Elvir                | 28 tháng 11, 1989 | 13   | 0   | Olancho FC       |
| 23 | HV | Franklin Flores           | 18 tháng 5, 1996  | 11   | 0   | Real España      |
|    |    |                           |                   |      |     |                  |
| 5  | TV | Christian Altamirano      | 26 tháng 11, 1989 | 7    | 0   | Olancho FC       |
| 6  | TV | Bryan Acosta              | 24 tháng 11, 1993 | 62   | 2   | Colorado Rapids  |
| 8  | TV | Joseph Rosales            | 6 tháng 11, 2000  | 11   | 0   | Minnesota United |
| 10 | TV | Alexander López           | 5 tháng 6, 1992   | 51   | 6   | Alajuelense      |
| 14 | TV | Jorge Álvarez             | 28 tháng 1, 1998  | 14   | 1   | Olimpia          |
| 20 | HV | Deiby Flores              | 16 tháng 6, 1996  | 29   | 0   | Fehérvár         |
| 21 | TV | Alexy Vega                | 16 tháng 9, 1996  | 2    | 0   | Victoria         |
| 24 | TV | Francisco Martínez        | 29 tháng 10, 1992 | 0    | 0   | Marathón         |
|    |    |                           |                   |      |     |                  |
| 7  | TĐ | Alberth Elis (đội trưởng) | 12 tháng 2, 1996  | 60   | 13  | Bordeaux         |
| 9  | TĐ | Rubilio Castillo          | 26 tháng 11, 1991 | 33   | 6   | Nantong Zhiyun   |
| 11 | TĐ | Jerry Bengtson            | 8 tháng 4, 1987   | 69   | 23  | Olimpia          |
| 12 | TĐ | Jorge Benguché            | 21 tháng 5, 1996  | 11   | 3   | Olimpia          |
| 16 | TĐ | Edwin Solano              | 25 tháng 1, 1996  | 17   | 2   | Olimpia          |
| 17 | TĐ | José Pinto                | 27 tháng 9, 1997  | 8    | 2   | Olimpia          |

### Triệu tập gần đây
| Vt | Cầu thủ            | Ngày sinh (tuổi)  | Số trận | Bt | Câu lạc bộ              | Lần cuối triệu tập              |
| -- | ------------------ | ----------------- | ------- | -- | ----------------------- | ------------------------------- |
| HV | Carlos Meléndez    | 8 tháng 12, 1997  | 9       | 0  | Motagua                 | v. Venezuela, 15 June 2023      |
| HV | Denil Maldonado    | 26 tháng 5, 1998  | 24      | 0  | Los Angeles FC          | v. Venezuela, 15 June 2023 WD   |
| HV | Johnny Leverón     | 7 tháng 2, 1990   | 45      | 4  | UPNFM                   | v. Canada, 28 March 2023        |
| HV | Marcelo Pereira    | 27 tháng 5, 1995  | 29      | 0  | Motagua                 | v. Canada, 28 March 2023        |
| HV | Oscar Almendárez   | 13 tháng 7, 1992  | 3       | 0  | Olancho FC              | v. Canada, 28 March 2023        |
| HV | Allans Vargas      | 25 tháng 9, 1993  | 12      | 0  | Marathón                | v. Ả Rập Xê Út, 30 October 2022 |
| HV | Andy Najar         | 16 tháng 3, 1993  | 42      | 4  | D.C. United             | v. Guatemala, 27 September 2022 |
| HV | Getsel Montes      | 23 tháng 6, 1996  | 0       | 0  | Real España             | v. Guatemala, 27 September 2022 |
|    |                    |                   |         |    |                         |                                 |
| TV | Kervin Arriaga     | 5 tháng 1, 1998   | 22      | 2  | Minnesota United        | v. Canada, 28 March 2023        |
| TV | Kevin López        | 3 tháng 2, 1996   | 14      | 2  | Olimpia                 | v. Canada, 28 March 2023        |
| TV | Héctor Castellanos | 28 tháng 12, 1992 | 11      | 0  | Motagua                 | v. Canada, 28 March 2023        |
| TV | Walter Martínez    | 26 tháng 3, 1991  | 9       | 0  | Motagua                 | v. Canada, 28 March 2023        |
| TV | Iván López         | 5 tháng 10, 1990  | 5       | 0  | Motagua                 | v. Ả Rập Xê Út, 30 October 2022 |
| TV | Carlos Mejía       | 23 tháng 3, 1997  | 3       | 0  | Real España             | v. Ả Rập Xê Út, 30 October 2022 |
| TV | Jack Jean-Baptiste | 20 tháng 12, 1999 | 1       | 0  | Olimpia                 | v. Ả Rập Xê Út, 30 October 2022 |
| TV | Denis Meléndez     | 22 tháng 6, 1995  | 0       | 0  | Vida                    | v. Ả Rập Xê Út, 30 October 2022 |
| TV | Jhow Benavídez     | 26 tháng 12, 1995 | 11      | 0  | Real España             | v. Qatar, 27 October 2022 INJ   |
| TV | Germán Mejía       | 1 tháng 10, 1994  | 1       | 0  | Olimpia                 | v. Guatemala, 27 September 2022 |
|    |                    |                   |         |    |                         |                                 |
| TĐ | Romell Quioto      | 9 tháng 8, 1991   | 65      | 13 | CF Montréal             | v. Canada, 28 March 2023        |
| TĐ | Anthony Lozano     | 25 tháng 4, 1993  | 42      | 9  | Getafe                  | v. Canada, 28 March 2023        |
| TĐ | Luis Palma         | 17 tháng 1, 2000  | 6       | 0  | Aris                    | v. Canada, 28 March 2023        |
| TĐ | Clayvin Zúñiga     | 29 tháng 3, 1991  | 2       | 0  | Marathón                | v. Canada, 28 March 2023        |
| TĐ | Ángel Tejeda       | 1 tháng 6, 1991   | 19      | 1  | Alajuelense             | v. Ả Rập Xê Út, 30 October 2022 |
| TĐ | Yeison Mejía       | 18 tháng 1, 1998  | 1       | 0  | Sporting Kansas City II | v. Ả Rập Xê Út, 30 October 2022 |
| TĐ | Bryan Róchez       | 1 tháng 1, 1995   | 20      | 0  | Portimonense            | v. Guatemala, 27 September 2022 |
| TĐ | Rigoberto Rivas    | 31 tháng 7, 1998  | 16      | 0  | Reggina                 | v. Guatemala, 27 September 2022 |

## Huấn luyện viên
| Tên                    | Thời gian                   |
| ---------------------- | --------------------------- |
| Carlos Padilla         | 1960, 1970-1973             |
| Elsy Núñez Gonzales    | 1962                        |
| Marinho Rodríguez      | 1966                        |
| Sergio Lecea Fernández | 1967                        |
| José de la Paz Herrera | 1980–1986, 1988, 2003, 2005 |
| Flavio Ortega          | 1991–1992, 2006             |
| Estanislao Malinowski  | 1992–1993                   |
| Julio Gonzalez         | 1993                        |
| Carlos Cruz Carranza   | 1995                        |
| Ernesto Rosa Guedes    | 1996                        |
| Miguel Company         | 1997–1998                   |
| Ramón Maradiaga        | 1996, 1998–2002             |
| Bora Milutinović       | 2003–2004                   |
| Raúl Martínez Sambulá  | 2006                        |
| Reinaldo Rueda         | 2007–2010                   |
| Juan de Dios Castillo  | 2010–2011                   |
| Luis Fernando Suárez   | 2011–2014                   |